# Robin Velderman
Robin Velderman (Deventer, 6 augustus 1982) is een Nederlands journalist en diskjockey. Hij werd in 2012 aangesteld als nieuwslezer bij RTV Oost. In 2015 ging hij diezelfde functie tegelijkertijd vervullen bij Novum Nieuws.
Velderman presenteerde van september 2006 tot december 2007 het middagprogramma Villa Velderman bij radiostation Dolfijn FM op Curaçao. Hij was van 2011 tot en met 2014 nieuwslezer bij het ANP. Hij werkte voor onder meer Stadsradio Deventer FM, Yorin FM en Slam!FM. Ook volgde hij de dj-school van Radio 538 en studeerde hij journalistiek in Zwolle.